# Brlog, Krško
Brlog je naselje v Občini Krško.